# Manduca brontes
Manduca brontes is een vlinder uit de familie van de pijlstaarten (Sphingidae). De wetenschappelijke naam van de soort werd in 1773 gepubliceerd door Dru Drury.